# Novoorjîțke
Novoorjîțke (în ucraineană Новооржицьке) este o așezare de tip urban din raionul Orjîțea, regiunea Poltava, Ucraina. În afara localității principale, nu cuprinde și alte sate.

## Demografie
Componența lingvistică a așezării de tip urban Novoorjîțke
     Ucraineană (94,92%)
     Rusă (4,43%)
     Alte limbi (0,45%)
Conform recensământului din 2001, majoritatea populației așezării de tip urban Novoorjîțke era vorbitoare de ucraineană (94,92%), existând în minoritate și vorbitori de rusă (4,43%).